# 16671 Tago
16671 Tago este o planetă minoră (asteroid), cu un diametru de 19,624 km, din centura de asteroizi. A fost descoperită pe 13 ianuarie 1994 la Kitami de Kin Endate. 
Obiectul prezintă o orbită caracterizată de o semiaxă mare de 3,044926 UAi, o excentricitate de 0,19, o înclinație de 11,53399 ° în raport cu ecliptica.